# 자유 리 대수
리 군론에서 자유 리 대수(自由Lie代數, 영어: free Lie algebra)는 리 대수의 범주의 자유 대상이다. 즉, 야코비 항등식 등 리 대수의 정의에 속하는 관계 밖의 다른 특별한 관계를 갖지 않는 리 대수이다.

## 정의
가환환 {\displaystyle R} 위의 리 대수의 모임은 대수 구조 다양체이므로, 주어진 집합 {\displaystyle S} 위의 {\displaystyle R} 계수의 자유 리 대수 {\displaystyle L(S)}를 정의할 수 있다. 즉, 범주론적으로 리 대수의 범주 {\displaystyle \operatorname {LieAlg} _{R}}에서 집합의 범주 {\displaystyle \operatorname {Set} }로 가는 망각 함자
{\displaystyle \operatorname {Forget} \colon \operatorname {LieAlg} _{R}\to \operatorname {Set} }
의 왼쪽 수반 함자 {\displaystyle L}이 존재하며,
{\displaystyle L\dashv \operatorname {Forget} }
집합 {\displaystyle S}로부터 생성되는 자유 리 대수는 이 함자의 상 {\displaystyle L(S)}이다.
체 {\displaystyle K} 위의 자유 리 대수는 구체적으로 다음과 같이 묘사할 수 있다. 집합 {\displaystyle S} 위의 자유 리 대수를 {\displaystyle L(S)}라고 하고, {\displaystyle S} 위의 자유 단위 결합 대수(=텐서 대수, 비가환 다항식 대수)를 {\displaystyle K\langle S\rangle }라고 하자. 그렇다면 {\displaystyle L(S)}는 자연스럽게 {\displaystyle K\langle S\rangle }의 부분 집합을 이루며, {\displaystyle K\langle S\rangle }는 {\displaystyle L(S)}의 보편 포락 대수이다. {\displaystyle L(S)}는 {\displaystyle K\langle S\rangle } 속의, {\displaystyle S}로 생성되는 부분 리 대수이다.
체 위의 자유 리 대수는 자연스럽게 자연수 등급 리 대수를 이룬다. 여기서 등급은 린든 기저에 대응하는 린든 문자열의 길이(즉, 리 대수의 원소를 생성하기 위한 최소의 항의 수)와 같다.

## 성질

### 차원
집합 {\displaystyle S}에 의하여 생성되는 체 {\displaystyle K} 계수의 자유 리 대수를 생각하자. 만약 {\displaystyle S}가 공집합이라면, {\displaystyle L(S)}는 0차원 리 대수이다. 만약 {\displaystyle S}가 한원소 집합이라면, {\displaystyle L(S)}는 1차원 아벨 리 대수이다. 만약 {\displaystyle S}의 집합의 크기가 2 이상이라면, {\displaystyle L(S)}는 무한 차원 리 대수이다. 구체적으로, 다음과 같다.
{\displaystyle \dim _{K}L(S)={\begin{cases}|S|&|S|\leq 1\\\aleph _{0}&2\leq |S|\leq \aleph _{0}\\|S|&S\geq \aleph _{0}\end{cases}}}

### 자유 리 대수의 부분 리 대수
시르쇼프-비트 정리(Ширшов-Witt定理, 영어: Shirshov–Witt theorem)에 따르면, 자유 리 대수의 모든 부분 리 대수는 자유 리 대수이다.

### 구체적 기저
체 위의 자유 리 대수의 기저는 구체적으로 린든 단어(영어: Lyndon word)로 주어진다. 크기가 {\displaystyle k}인, 전순서가 주어진 알파벳 {\displaystyle \Sigma } 위의 길이 {\displaystyle n}의 문자열 {\displaystyle s=s_{1}s_{2}\cdots s_{n}\in \Sigma ^{*}}에 대하여 다음 두 조건이 서로 동치이며, 이를 만족시키는 문자열을 린든 단어라고 한다.
- {\displaystyle s}의 모든 회전 {\displaystyle R^{i}(s)=s_{i}s_{i+1}\cdots s_{n}s_{1}s_{2}\cdots s_{i-1}}들을 생각하자. 그렇다면, {\displaystyle s}는 문자열 집합 {\displaystyle \{R^{i}(s)\colon i=0,1,\dots ,k-1\}} 가운데 사전식 순서에 대하여 유일한 최소 원소이다.
- 임의의 문자열 {\displaystyle a,b\in \Sigma ^{*}}에 대하여 {\displaystyle s=ab}라고 한다면, 사전식 순서 아래 항상 {\displaystyle a<b}이다.

따라서, 임의의 린든 단어 {\displaystyle s}는 더 짧은 두 린든 단어 {\displaystyle u,v}를 이은 것이다. 더 짧은 린든 단어로의 분해 {\displaystyle s=uv}에 대하여, {\displaystyle v}가 가장 긴 경우를 표준 분해(영어: standard factorization)라고 한다.
유한 집합 {\displaystyle \Sigma } 위의, 길이가 1 이상인 린든 단어의 집합은 자유 리 대수 {\displaystyle L(\Sigma )}의 어떤 기저와 표준적으로 일대일 대응하며, 이 기저를 린든 기저(영어: Lyndon basis)라고 한다. 린든 단어 {\displaystyle s}에 대응하는 린든 기저 벡터 {\displaystyle \gamma (s)}는 다음과 같다.
- 만약 {\displaystyle s}의 길이가 1이라면, {\displaystyle \gamma (s)=s\in \operatorname {Span} _{K}\Sigma }
- 만약 {\displaystyle s}의 길이가 2 이상이며, 그 표준 분해가 {\displaystyle s=uv}라면, {\displaystyle \gamma (s)=[\gamma (u),\gamma (v)]}

예를 들어, 알파벳 {\displaystyle \Sigma =\{0,1\}} 위의 린든 단어들은 다음과 같다.
ε, 0, 1, 01, 001, 011, 0001, 0011, 0111, 00001, 00011, 00101, 00111, 01011, 01111, ...
(ε는 길이 0의 문자열이며, 이는 린든 기저에 포함되지 않는다.)
크기 {\displaystyle k} 위의 알파벳 위의, 길이 {\displaystyle n}의 린던 단어의 수는 목걸이 다항식
{\displaystyle M_{n}(k)={\frac {1}{n}}\sum _{d\mid n}\mu (n/d)k^{d}}
로 주어진다. ({\displaystyle \mu }는 뫼비우스 함수이다.) 즉, {\displaystyle k}개의 원소로 생성되는 자유 리 대수의, 등급 {\displaystyle n} 부분 공간의 차원은 {\displaystyle M_{n}(k)}이다.

## 같이 보기
- 자유군
- 자유 아벨 군
- 자유 단위 결합 대수